# Bert Ruiter
Bert Ruiter (Hilversum, 26 november 1946 – Blaricum, 24 maart 2022) was een Nederlands basgitarist, producer en componist van lichte muziek.
Ruiter groeide op in Hilversum. Toen hij twaalf was, begon hij gitaar te spelen; later schakelde hij over op basgitaar. Ruiter begon zijn carrière in 1966 als basgitarist in The Caps (met zanger Hans van Hemert en gitarist Roy Beltman) waar hij Dick Ankersmit opvolgde. Hij speelde daarna in Fullhouse en in een begeleidingsgroep van cabaretier Herman van Veen en volgde vervolgens Joop Oonk op als basgitarist van de Jay-Jays (een voortzetting van The Jumping Jewels met onder anderen Willem Duyn).
In september 1971 werd hij basgitarist bij Focus, als vervanger van Cyril Havermans (die uit Focus was gestapt voor een solocarrière). Ruiter speelde in 1972 als gastmuzikant mee op het soloalbum Profile van Jan Akkerman. Hij bleef bij Focus tot de band in 1978 na talloze bezettingswisselingen werd ontbonden en stapte toen over naar Earth & Fire. Na het uit elkaar vallen van Earth & Fire werkte hij met zangeres van de band, Jerney Kaagman, aan haar soloalbums en geleidelijk aan werd hij steeds actiever als producer (onder andere van Youp van 't Hek), componist en arrangeur.
Ruiter was sinds halverwege de jaren 70 samen met Jerney Kaagman.
Hij overleed op 75-jarige leeftijd in zijn woonplaats aan de gevolgen van slokdarmkanker.

## Publicatie
- Fred & Dick Hermsen: Earth and Fire - De biografie 1969-1983. Rijswijk, Eburon, 2006. ISBN 9789059721289

- Gemeinsame Normdatei: 1168183405
- MusicBrainz: ed89e9be-9904-40f2-8fa8-32560861b213
- Virtual International Authority File: 4360153895181002410003